# John Corigliano
John Corigliano (født 16. februar 1938 i New York City, New York, USA) er en amerikansk komponist og lærer.
Coriglinao studerede komposition privat hos Paul Creston og Vittorio Giannini. Han Studerede så på Columbia University og Manhattan School of Music.
Han var assisterende producer på Leonard Bernsteins tv-programmer, Young People´s Concerts.
Han har komponeret tre symfonier, en klaverkoncert, en violinkoncert og mange orkesterværker.
I 1991 modtog han Grawemeyer Prisen for sin 1 symfoni, og i 2001 modtog han Pulitzerprisen for sin anden symfoni.

## Udvalgte værker
- Symfoni nr. 1 (1988) - for cello, klaver og orkester
- Symfoni nr. 2 (2000) - for strygeorkester
- Symfoni nr. 3 "Cirkus Maximus" (2004) - for stort blæserorkester
- "Elegi" (1965) - for orkester
- Klaverkoncert (1967) - for klaver og orkester
- Obokoncert (1975) - for obo og orkester
- Klarinetkoncert (1977) - for klarinet og orkester
- Violinkoncert (2003) - for violin og orkester
- "Fantasi over en ostinat" (fra Beethovens 7 symfoni) (1985) - for orkester
- "Digt i oktober" (1970) - for tenor of 8 instrumenter
- "Fanfare" (1997) - for orkester
- "Rød violin rapsodi" (1997) - for violin og orkester
- * "Phantasmagoria" (2000) - for orkester
- "En sød morgen" (2011) - for orkester